# SVB Eerste Klasse 2018-19
La SVB-Eerste Klasse 2018-19 fue la 63.ª edición de la SVB-Eerste Klasse.

## Equipos participantes
- Flamingo FC
- Flora FC
- Happy Boys
- Jong Aurora
- Junior FC
- Nacional Deva Boys
- Real Moengotapoe
- SCV Bintang Lair
- Slee Juniors FC
- SV Kamal Dewaker
- Tahitie FC

## Tabla de posiciones
Actualizado el 29 de junio de 2019.
| Pos. | Equipo             | PJ | PG | PE | PP | GF | GC | DG  | Pts. | Clasificado a                 |
| ---- | ------------------ | -- | -- | -- | -- | -- | -- | --- | ---- | ----------------------------- |
| 1    | Happy Boys (C) (A) | 20 | 15 | 3  | 2  | 65 | 25 | +40 | 48   | Campeón y Hoofdklasse 2019-20 |
| 2    | Junior FC          | 20 | 12 | 6  | 2  | 46 | 17 | +29 | 42   | Play-off de Ascenso           |
| 3    | SCV Bintang Lair   | 20 | 12 | 6  | 2  | 50 | 25 | +25 | 42   | Play-off de Ascenso           |
| 4    | SV Kamal Dewaker   | 20 | 9  | 5  | 6  | 30 | 30 | 0   | 32   |                               |
| 5    | Flora FC           | 20 | 8  | 4  | 8  | 41 | 38 | +3  | 28   |                               |
| 6    | Tahitie FC         | 20 | 8  | 3  | 9  | 45 | 50 | -5  | 27   |                               |
| 7    | Real Moengotapoe   | 20 | 6  | 4  | 10 | 27 | 38 | -11 | 22   |                               |
| 8    | Flamingo FC        | 20 | 7  | 1  | 12 | 31 | 45 | -14 | 22   |                               |
| 9    | Nacional Deva Boys | 20 | 5  | 2  | 13 | 33 | 51 | -18 | 17   |                               |
| 10   | Slee Juniors FC    | 20 | 5  | 1  | 14 | 37 | 57 | -20 | 16   | Play-off Descenso             |
| 11   | Jong Aurora        | 20 | 5  | 1  | 14 | 29 | 58 | -29 | 16   | Play-off Descenso             |

## Play-off de Ascenso
| Local     | Resultado | Visita               | Fecha       |
| --------- | --------- | -------------------- | ----------- |
| Junior FC | 0 - 1     | SCV Bintang Lair (A) | 11 de julio |

## Play-off del Descenso
| Local           | Resultado | Visita          | Fecha       |
| --------------- | --------- | --------------- | ----------- |
| Slee Juniors FC | 1 - 0     | Jong Aurora (D) | 11 de julio |